# Гарбутовиці (Малопольське воєводство)
Гарбутовиці (пол. Harbutowice) — село в Польщі, у гміні Сулковиці Мисленицького повіту Малопольського воєводства.
Населення — 1800 осіб (2011).

## Демографія
Демографічна структура станом на 31 березня 2011 року:
|          | Загалом | Допрацездатний вік | Працездатний вік | Постпрацездатний вік |
| -------- | ------- | ------------------ | ---------------- | -------------------- |
| Чоловіки | 913     | 177                | 658              | 78                   |
| Жінки    | 887     | 188                | 512              | 187                  |
| Разом    | 1800    | 365                | 1170             | 265                  |